# Oie blanche du Poitou
L'oie blanche du Poitou est race d'oie domestique originaire du Poitou, en France, devenue très rare aujourd'hui.

## Histoire
Selon un thèse vétérinaire soutenue en 1934, cette oie descendrait de l'ancêtre de l'oie d'Emden, introduite dans cette province entre le Xe et le XIIe siècle, et elle a été sélectionnée au cours du temps pour la finesse de sa peau, avec l'essor de la tannerie. L'oie blanche du Poitou doit sa réputation à la finesse de sa chair, la qualité de ses plumes abondantes et de son duvet (pour les édredons et les oreillers), ainsi que pour sa peau dont on fait du cuir, la fameuse « peau de cygne ». Son standard officiel a été établi vers 1900. Cette oie fermière comptait 300 000 têtes en 1940. L'avènement des matières synthétiques dans les années 1960 a failli la faire disparaître et elle ne doit aujourd'hui sa survie qu'à l'opiniâtreté d'une poignée d'éleveurs, soutenus par le parc naturel régional du marais poitevin. Elle ne comptait qu'une centaine d'individus inscrits en 2009, et 140 inscrits en 2014.

## Description
L'oie blanche du Poitou, comme son nom l'indique, présente un plumage blanc pur. C'est une race de taille moyenne, au corps court, ramassé et robuste. Le jars pèse 8-9 kg et la femelle adulte 7 à 7,5 kg. Son bec long et fort est orange, ainsi que ses tarses, plus foncés. Ses yeux sont bleus. La femelle pond 25 œufs par an de 140 grammes à 160 grammes en moyenne. Son baguage est de 24 mm pour les deux sexes.